# Adrian Năstase
Adrian Năstase (* 22. června 1950) je rumunský sociálnědemokratický politik. V letech 2000-2004 byl premiérem Rumunska. V letech 1990–1992 ministrem zahraničních věcí, 2004–2006 předsedou dolní komory parlamentu. V období 1992–2012 byl poslancem rumunského parlamentu. Roku 2004 kandidoval na prezidenta, v prvním kole hlasování vyhrál s 40,9 procenty, v druhém ho však porazil Traian Băsescu, byť těsně, Băsescu měl 51,2 procent hlasů, Năstase 48,8 procent. Je představitelem Sociálnědemokratické strany (Partidul Social Democrat). Roku 2012 byl odsouzen za korupční jednání na dva roky do vězení, Năstase však soud označil za zmanipulovaný a řízený svým politickým rivalem Traianem Băsescem. Těsně před zatčením se Năstase pokusil o sebevraždu.